# Караччоло, Франческо
Франческо Караччоло (итал. Francesco Caracciolo; 18 января 1752[…], Неаполь — 30 июня 1799, Неаполь) — адмирал Неаполитанского королевства.

## Биография
Франческо Караччоло родился 18 января 1752 года в городе Неаполе.
Поступив на флот, сражался в войне за независимость США на стороне Британской империи.
В 1798 году Караччоло конвоировал корабли, на которых король Неаполитанского королевства Фердинанд I и его супруга Мария Каролина Австрийская бежали со своей свитой в Палермо. Во время поднявшейся бури линейный корабль Королевского военно-морского флота Великобритании «Vanguard», на котором находился король и которым управлял британский адмирал Горацио Нельсон, едва не пошел ко дну, между тем как корабль Караччоло прошёл отлично. Похвалы короля в адрес Караччоло вызвали зависть Нельсона, что в дальнейшем имело для Караччоло роковые последствия.

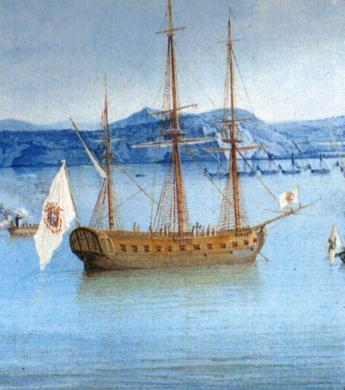
Минерва (фрегат)

Получив от Фердинанда разрешение вернуться из Сицилии в Неаполь, Караччоло принял возложенные на него Партенопейской республикой обязанности морского министра и командование над морскими силами (1799). С помощью созданного им флота Караччоло удачно отражал нападения на Неаполь англо-сицилийской эскадры, пока город не был взят со стороны суши отрядами повстанцев под началом кардинала Фабрицио Диониджи Руффо.
По заключенному договору (15 июня) республиканцам обещана была полная свобода и неприкосновенность личности; однако договор скоро был нарушен, и Караччоло вынужден был скрываться, пока его не выдал властям один из его слуг. Нельсон велел предать Караччоло суду неаполитанского военного трибунала, приговорившего Караччоло к пожизненному заключению (суд проходил на борту британского корабля «Foudroyant», что вызывает сомнения в легитимности этого суда). Приговор этот Нельсон отменил и велел повесить Франческо Караччоло на рее его собственного фрегата «Минерва». В просьбе заменить унизительное для военачальника повешение расстрелом Нельсон, мелочно отыгрываясь за старую обиду, отказал. 30 июня 1799 года, в день суда, казнь состоялась (быстроту приведения приговора в исполнение связывают и с влиянием, оказываемым на Нельсона его любовницей Эммой Гамильтон); с наступлением ночи тело Караччоло было сброшено в море, но потом он был похоронен в небольшой церкви Santa Maria della Catena.